# 哈爾布津 (切爾尼戈夫州)
50°52′57″N 31°4′24″E / 50.88250°N 31.07333°E
哈爾布津（羅馬化：Harbuzyn）是烏克蘭北部的村莊，隸屬切爾尼希夫州的切爾尼希夫區。該村始建於1666年，面積0.64平方公里，海拔高度115米，2001年人口161，人口密度每平方公里251.56人。